# 马六甲围城战役 (1511年)
马六甲围城战役，是在1511年7月7日至8月24日葡萄牙王国入侵馬六甲蘇丹國的一场围城战役。戰役最终马六甲為葡军攻陷，馬六甲蘇丹國滅亡，蘇丹馬末沙帶領王室舊部及殘軍逃亡柔佛。

## 背景
马六甲海峡直止今时仍然是关系到全球航行的重要水道。而在15至16世纪早期，马六甲苏丹皇朝是控制东西方海上贸易的重要国家之一，城市人口约10万人。当地统治者以都城马六甲城为中心，吸纳了来自印度和红海地区的商船，以及南洋和明朝的商队在此贸易交换。马六甲城也因此富甲一方，成为东西方海上贸易线上的要冲。
马六甲苏丹皇朝末年，苏丹马末沙登位时期，国势已达到皇朝建立以来最顶峰之时，但同时国家内部的政治腐败、官员贪污和失信行为也让马六甲城里的民众与统治者的矛盾日趨尖鋭。
1509年8月1日，由葡萄牙王国上将迪奥戈·洛佩斯·西奎拉奉葡萄牙国主之命，攜带公文礼物，率领五艘船舰抵达马六甲。西奎拉一行人登陆后隨即遭到好奇的马六甲人围观议论。之后西奎拉得见宰相敦墨泰希，要求登岸从事贸易和建立商站。当时马六甲的商人们担心葡萄牙会损坏他们的商业利益，而宰相敦墨泰希也和商人们有着密切的利益关系。敦墨泰希拒绝葡萄牙的要求。
而苏丹马末沙很早以前已经对葡萄牙在印度的殖民统治感到担心，故极心反对葡萄牙的来临。敦墨泰希怂恿苏丹马末沙杀死来访的欧洲商人和舰队。于是在自己的王宫内摆下宴会，企图将舰队指挥官西奎拉骗上岸后俘虏起来，更策划抢占葡萄牙人的船只。然而被人透露了苏丹的计划， 西奎拉连忙率领2艘船逃跑并烧掉了自己的2艘船。而滞留在岸上的二十餘葡萄牙官兵则被俘虏。这留下日后葡萄牙入侵马六甲的借口。
1510年，葡萄牙驻印度统督阿方索·德·阿尔布克尔克以占领印度西岸的果阿，並以此为向东发展的基地。当时，葡萄牙已经控制红海与印度洋地区，对马六甲早就虎视眈眈。

## 谈判经过

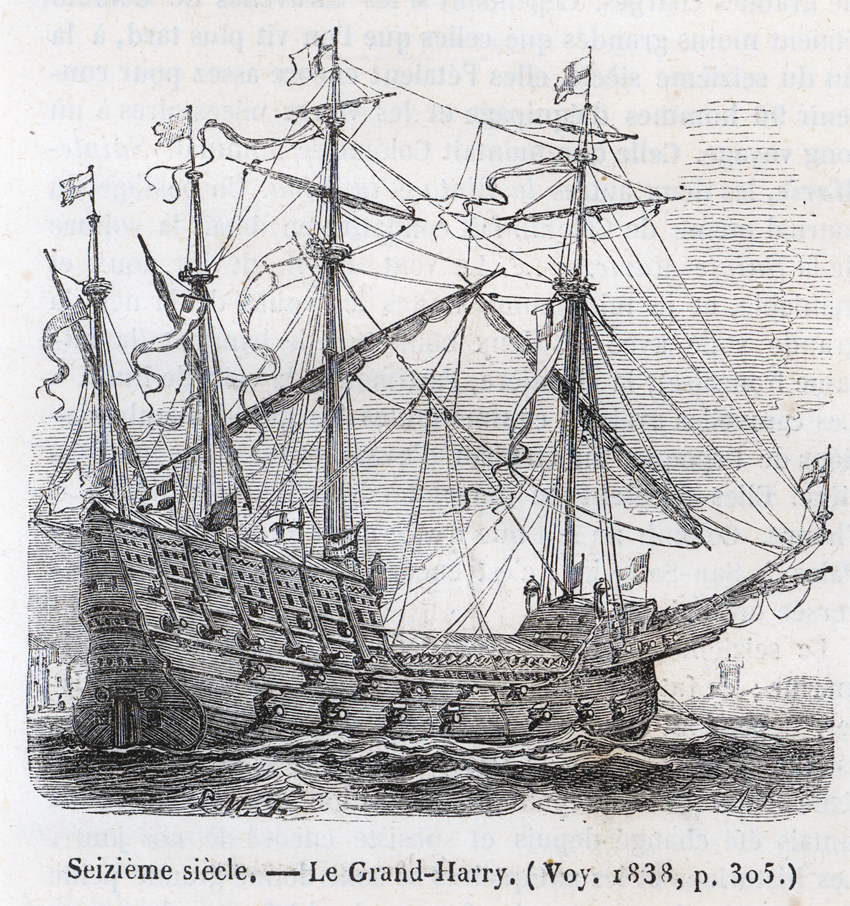
葡萄牙所使用的克拉克帆船

1511年5月2日，阿方索·德·阿尔布克尔克以西奎拉被袭击事件，率领十九艘战船在内的葡萄牙海军攻打马六甲。7月7日，葡萄牙战舰抵达马六甲，对马六甲进行炮击，同时派遣陆战队烧毁港口的船舰和建筑物。苏丹马末沙紧急求和，双方展开谈判工作。葡萄牙之后得到城内的中国商人和水手帮忙，不但使用商船的小船用于登陆作战，还泄漏了的马六甲的防御实力。
阿方索要求苏丹马末沙释放被俘虏的葡萄牙士兵，並赔偿损失。苏丹马末沙为了缓解局势，将一切责任推给已经被处死的敦墨泰希，並答应释放葡萄牙士兵，但要求葡萄牙将战舰退出马六甲港口。阿方索只撤离部分小船，大型战舰仍然留在港内，期间双方陆续以试探性的方式攻击对方。虽然苏丹马末沙后来依约释放葡萄牙士兵，但葡萄牙的真正目的是占领马六甲，因此不断向马六甲提出诸如建筑碉堡等苛刻要求，马末沙拒绝所有要求，最后双方谈判破裂。

#### 准备

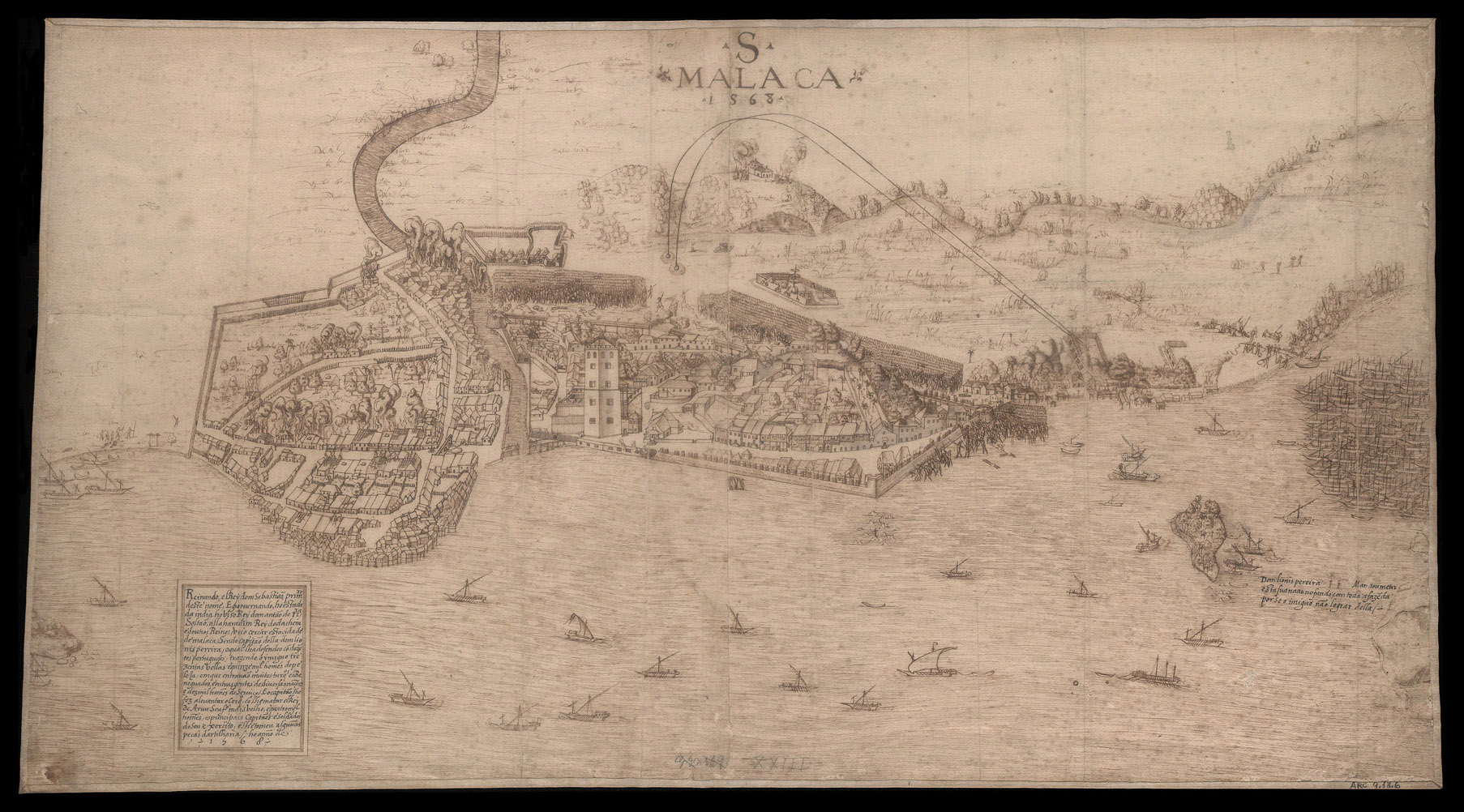
马六甲城市图画

马六甲建造了坚固的堡垒卫城，城市被流入马六甲海峡的河流分成两个部分。城内的要塞扼守通往两处城区的沿海大桥，在当时的防御属于是很高的水平。对此情况早有准备的马六甲加强城市的防御，并用栅栏封锁了大桥，在阵地上部署了火铳与火炮，和3万以上的马来士兵，包括1万名来自印度和爪哇的傭佣兵。但这种速成的组合也改变不了马来士兵本身偏弱的问题。同时部分手拥重兵的马来领袖，如Utimutiraja认为苏丹马末沙无法打败葡萄牙军队，因此拒绝出战，随后他也被阿方索处决。
而葡萄牙作为当时最好的军事实力，已经在欧洲和印度一系列登陆攻城作战时表现了战场上磨练出的高素质，同时拥有优势的船舰、巨炮、火绳枪和盔甲等装备。整支远征军包括了11艘克拉克帆船，3艘卡拉维尔帆船和2艘划桨的加莱战船。和700名葡萄牙兵士和300名主要是划桨加莱战船的印度人。

#### 开战
7月25日，葡萄牙军队对马六甲城发动攻势，葡军对大桥和城市发动两面攻势，发现葡军登陆的马来守军立刻用火炮攻击，葡军在舰炮支援下对大桥和城市发起强攻，马来守军的毒箭和吹管面对葡军的盔甲没有很大效果，很快就占领桥上的要塞。700百名马来骑兵出城绕到葡军后方攻击，葡军此时发挥了武器和战术优势，组成方阵防御马来步骑队的围攻，葡军很快就击溃了马来骑兵。
从大桥上溃败的马来守军也節節后退，苏丹王子穆扎法北率领20头战象部队反攻。葡军攻击战象的眼睛让其失控，结果战象踩死踩伤多名马来士兵，王子穆扎法北也从战象上跌倒受伤。葡军在桥上建筑栅栏开始攻城，并放火焚烧马六甲王宫，但有大批马来守军守护王宮城墙，同时不断用火铳和火炮攻击。葡军无法完成栅栏工事被逼退回船上，而受伤中毒的葡军也在船上身亡，马来守军趁机收复大桥，并加强此地的防御。夜晚，马来军队打算趁机使用火船偷袭葡军的战船，结果被早有准备的葡军击退。
8月8日，葡军趁潮水时机，利用船上的火炮和各种火器不断轰击马六甲城上的守军，同时葡军成功登陆港口，并建立炮兵阵地对马六甲王宫不断轰炸。马六甲城内的叛徒西基托洛（Si Kitol）趁机打开城门让葡军入城，马来守军被逼撤到市区内作战，从屋顶上对葡军射击，葡军对此纵火焚烧城市。8月10日，马六甲沦陷，葡军攻下了城市中心，苏丹马末沙眼看无法守住后逃离马六甲。此时的马来军队已经无心恋战开始弃器逃亡。8月24日，葡萄牙完全占领马六甲全城，葡军收获大量武器、金銀财宝和香木。此后，马六甲被葡萄牙占领了130年。

### 后续发展
苏丹马末沙和他的两个儿子和追随者撤退到巴莪和麻坡，建立要塞展开复国战争。葡萄牙军队挫败马末沙的攻击后，马末沙撤到东海岸的彭亨，得到彭亨的强力支持，同时试图从明朝获得帮助，但这期望落空。苏丹马末沙成为马来联军的领导人，多次攻打马六甲和葡萄牙商船。
1520年，葡萄牙军队对马末沙进行报复行动，并摧毁了首都巴莪。苏丹马末沙被逼退守廖内群岛的賓丹岛（Bintan），并继续和葡萄牙对抗。1526年，葡萄牙发动反击，苏丹马末沙逃往苏门答腊岛的錫巴， 两年后于1528年在錫巴去世。但他的儿子阿拉乌丁生活在柔佛并创立了柔佛苏丹国，成为马六甲的竞争对手。他的首都巴莪位于Temasik（新加坡）附近，在他担任柔佛苏丹期间，他继续获得周边地区的支持和忠诚。 苏丹马目末沙的另一个儿子穆扎法北被北方人民邀请成为他们的苏丹并创立了霹雳苏丹国。

## 影响

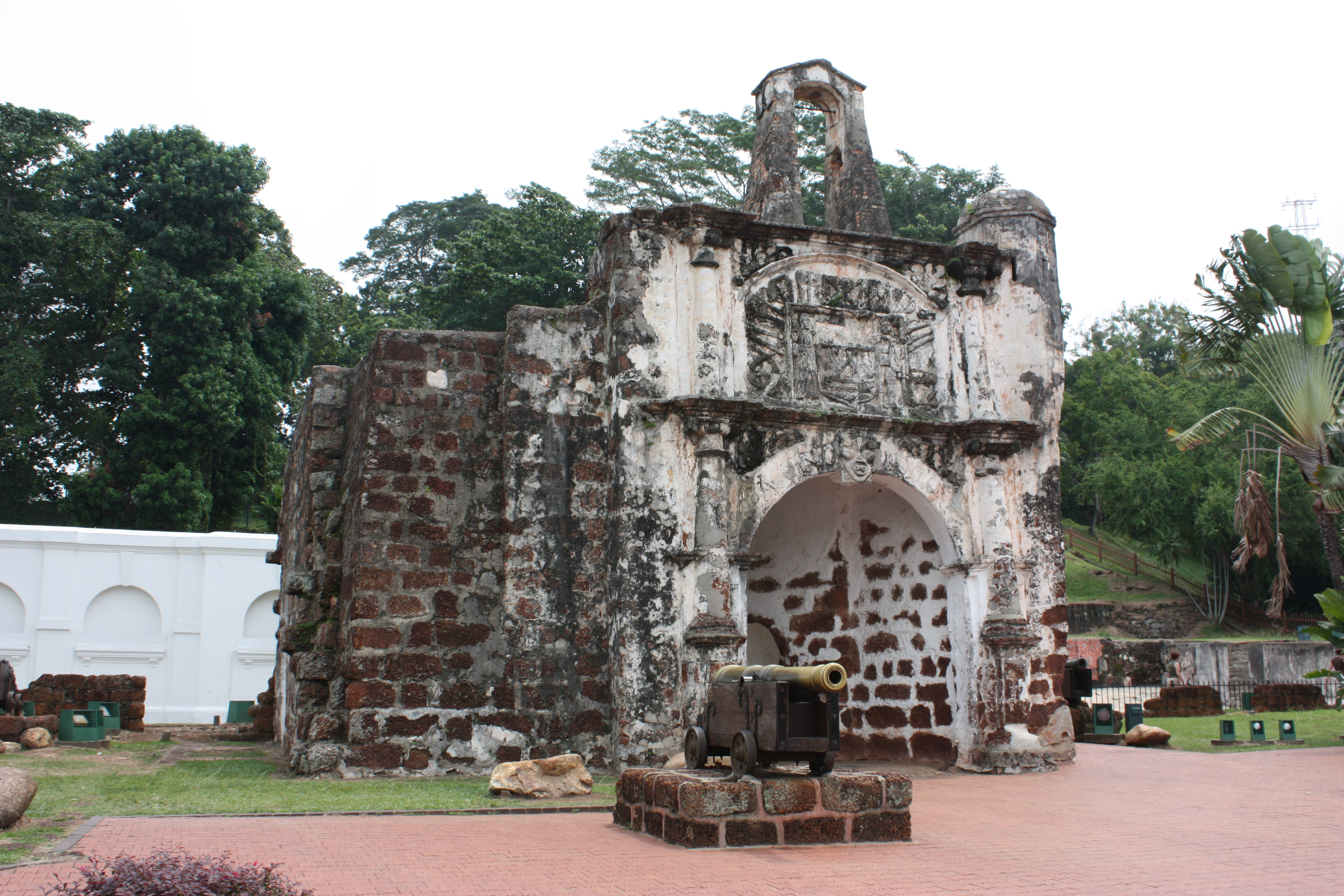
葡萄牙在马六甲建立的法摩沙堡（后被英国人炸毁，如今只剩下一道城门，称圣地亚哥城门）

马六甲被攻陷后，马来半岛被分裂成兩个主要势力，分别是柔佛苏丹王朝和葡属马六甲。其二勢力水火不容，而且馬六甲海峽海域西面的蘇門答臘島上還有著國力日益强盛的亞齊蘇丹國，因爲總總原因在最終爆發爲期百年的三角戰爭。
葡萄牙对马六甲的目的有二，其一是垄断东方贸易，控制海上霸权；其二是排斥伊斯兰教，宣扬天主教。
葡萄牙占领马六甲初期，主要目的不在于扩张领土，占领期间，葡军利用上千名马来奴隶在马六甲修築教堂、城堡、堡垒和要塞等工事，这使得国小寡民的葡萄牙不必派遣大量人员驻守。除了对港口贸易抽取高额关税外，还强迫所有经过马六甲海峡的船只都要进入港口。葡军恃其强大的海军力量，追击不顺從的商船，焚烧船只，並沒收货物，达到垄断马六甲海峡的贸易。这种海盗式的行径，使各国货船将进入马六甲海峡视为畏途。
葡萄牙在马六甲推行歧视性政策，极力排斥伊斯兰教。葡军占领马六甲当天，对伊斯兰教为主的当地民众进行烧杀擄掠。除了强迫伊斯兰教徒改教，也对他们进行个驱逐、杀戮和抢收他们的财产，迫使伊斯兰教徒集中在亚齐和柔佛，成为抵抗葡军的主力。此外，葡萄牙在马六甲实行分而治之的方法，将各族分區而居，不让来往，並在他们之间挑拨离间。
葡萄牙也在马六甲霸占农田，征收各种名目繁多的苛捐杂税，马六甲居民苦不堪言。以上种种暴政使得葡萄牙在马六甲当地大量树敌，不断招受他国攻击，使得马六甲失去以往的商业地位。1601年，荷兰王国在马六甲海峡大败葡萄牙舰队，葡萄牙失去东方霸主的地位。1635年，荷兰截断马六甲海峡的贸易后，马六甲可谓成为一座死港。